# Kręgle

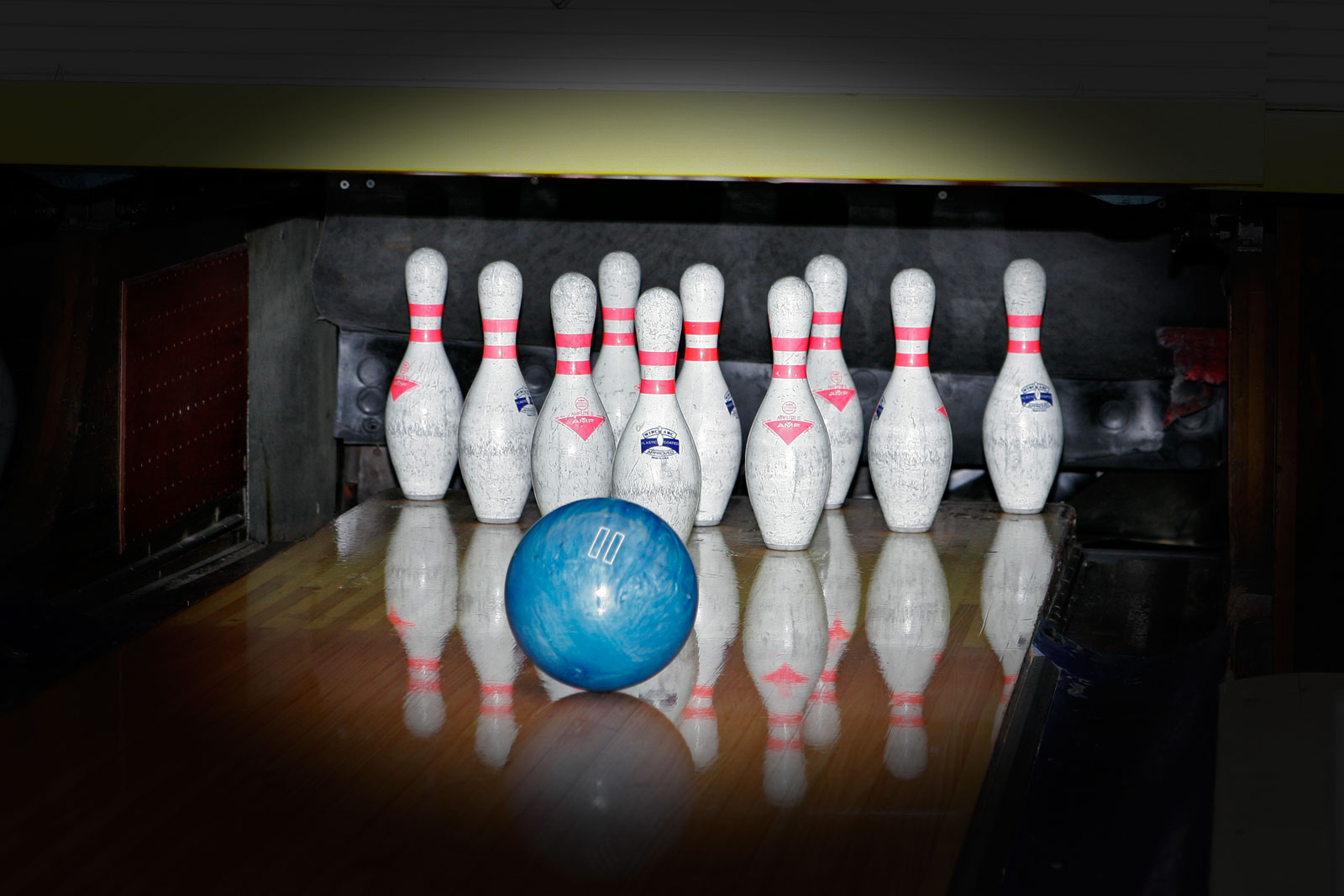
Bowling

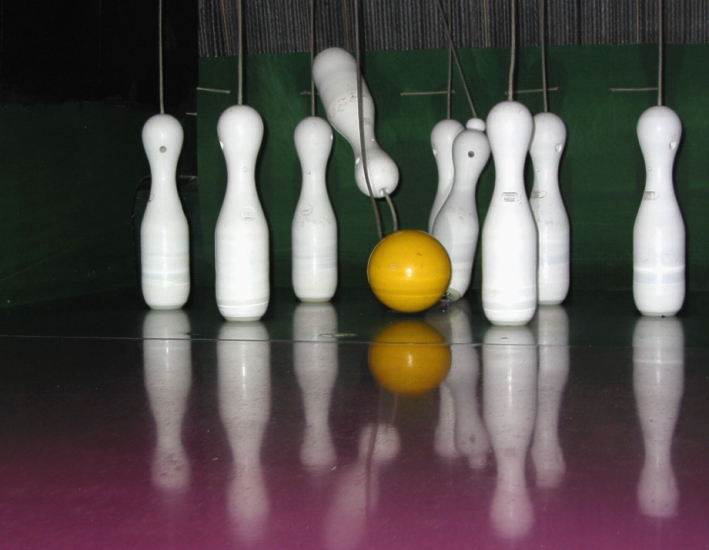
Kręgle klasyczne

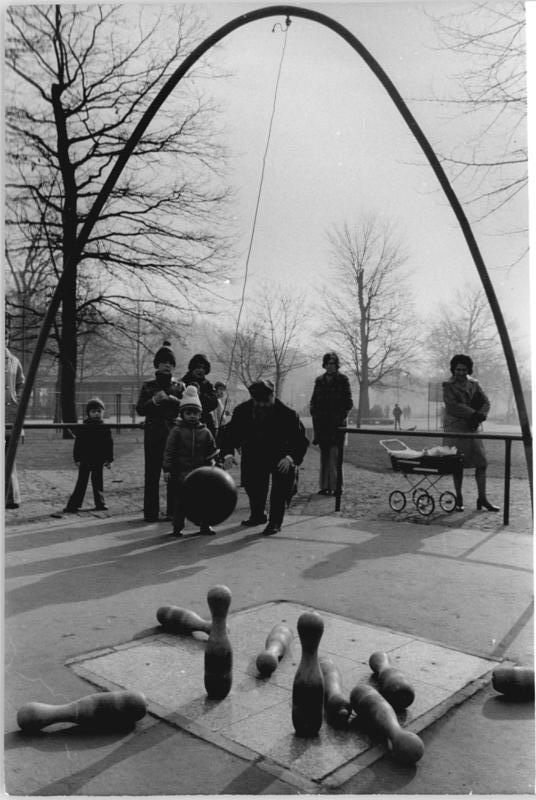
Kręgle rosyjskie w parku

Kręgle (ang. bowling) – rodzaj gry w kule, polegający na strącaniu nimi 9-10 ciężkich pionów (zwanych właśnie kręglami).
Kręgle dzielą się na gatunki:
- kręgle parkietowe
- kręgle klasyczne
- bowling
- kręgle rosyjskie

Kręgle klasyczne rozwinęły się jedynie w Europie (federacje w tej dyscyplinie posiadają także Brazylijczycy i Australijczycy). Z kolei bowling jest rozpowszechniony na całym świecie, większość ludzi pod hasłem „kręgle” widzi właśnie bowling.
Kula do kręgli (bowling) ma średnicę 160-218 mm. Znajdują się w niej dwa lub więcej otwory na palce. Parkiet ma 18 m długości, 1 m szerokości; po bokach znajdują się rowy uniemożliwiające powrót kuli, która wypadła z toru. Kręgle mają 38 cm wysokości i 12 cm szerokości. Waga pojedynczego kręgla powinna wynosić od 1,47 kg do 1,64 kg.